# Eduards Andersons
Eduards Andersons, né le 1er avril 1914 et décédé le 29 novembre 1985, à Riga, en Lettonie, est un ancien joueur letton de basket-ball.

## Palmarès
- Champion d'Europe 1935